# Сиката, Акико
Акико Сиката  (яп. 志方あきこ Сиката Акико,  род. 7 января 1988, Токио) — японская певица, композитор, автор-исполнитель. Известна благодаря написанию музыки к видеоиграм и аниме. Её наиболее значительным вкладом является создание композиций к играм Ar tonelico, Shadow Hearts и Umineko no Naku Koro ni (яп. うみねこのなく頃に, «Когда плачут чайки»), к аниме-адаптациям Umineko no Naku Koro ni и Tales of Symphonia, а также написание саундтреков к игре Hanakisou и к аниме Cross Ange.
Музыка Сикаты известна своим этническим вкусом и сложной вокальной обработкой. В одной её песне может встречаться до 200 различных вокальных партий.

## Биография
Сиката родилась в Токио 7 января. Интерес к музыке проявился у девочки в раннем детстве, когда она регулярно пела вместе с матерью. Первая заинтересованность в песнях возникла у неё после просмотра музыкального телесериала Minna no Uta (яп. みんなのうた), а позднее развивалась с обучением классической игре на фортепиано.
В 2001 году она создаёт независимый звукозаписывающий лейбл Vagrancy, связанный с додзин-музыкой, то есть с выпуском независимых музыкальных игровых проектов. Изначально Сиката не собиралась петь, но чувствовала недовольство созданием песен только лишь из синтезированных звуков без вокала.
В этом же году она выпускает свой дебютный мини-альбом Midori no Mori de Nemuru Tori (яп. 緑の森で眠ル鳥, «Птица, спящая в зелёном лесу»), распространяя его через свой сайт. В течение следующих нескольких лет она выпускает множество работ через свой сайт, в основном инструментальные альбомы, исполняемые при помощи музыкального шкафа, или большой музыкальной шкатулки. Её первый полноценный альбом Haikyo to Rakuen (яп. 廃墟と楽園, «Рай и руины»), вышедший в 2003 году, возглавлял чарты на сайте скачивания японской независимой музыки Muzie на протяжении 24 месяцев. В том же году она работает над саундтреком для независимой игры Hanakisou, её первой крупной игровой работой.
В 2004 году она провела свой первый тур с «живыми» концертами. В 2005 году дебютировала в качестве главного артиста под лейблом Hats Unlimited, запущенным скрипачом и композитором Таро Хакасэ. Связь с этим лейблом привела Сикату к работе над многими игровыми саундтреками, такими как Shadow Hearts: From the New World и Ar tonelico: Melody of Elemia. Впоследствии она продолжила работать над саундтреками ко второй и третьей играм серии Ar tonelico.
В 2007 году Сиката стала ассоциироваться с додзин-игрой в жанре визуального романа Umineko no Naku Koro ni, выпустив годом позже мини-альбом с композициями из игры. Музыка исполнительницы впервые в её карьере попадает в топ-30 еженедельного чарта Oricon. С этого времени к ней приходит международный успех. В 2009 году её четвёртый альбом Harmonia вошёл в топ-20 Oricon.
В 2009 году Сиката делает свои первые шаги в написании композиций для аниме. Выходит её первый сингл «Katayoku no Tori» (яп. 片翼の鳥, «Птица с одним крылом»), который использовался в качестве открывающей музыкальной темы для аниме-адаптации Umineko no Naku Koro ni. В 2010 году её второй сингл «Inori no Kanata» (яп. 祈りの彼方, «По ту сторону молитвы») был представлен в качестве закрывающей темы для аниме Tales of Symphonia. В 2014 году выступила полноценным композитором для аниме Cross Ange.
Музыка Сикаты чрезвычайно разносторонняя не только в жанрово-инструментальном, но и в лингвистическом плане. Акико исполняет песни на японском, итальянском, классическом и средневековом латинском, старофранцузском, английском (в том числе англосаксонском), кельтском, немецком, турецком, амхарском, суахили, айну, древнетибетском, уйгурском, греческом и арабском. Помимо естественных и мёртвых, певица активно использует в своей лирике искусственные языки, а именно:
- Hymmnos (яп. ヒュムノス), включая Пасталийский диалект (яп. パスタリア成語), который был специально придуман Акирой Цутией для игрового мира Ar tonelico[7][8];
- Keihansoukaishi (яп. 契絆想界詩), напоминающий китайский и созданный для интерактивного взаимодействия с игроками Surge Concerto: Ciel nosurge для PS Vita[9][10];
- REON-4213, имеющий крайне высокую степень сходства с языком программирования и используемый в той же игровой вселенной Ciel nosurge[11].

Помимо вышеуказанных, в некоторых песнях замечен язык особого лингвистического склада, придуманный самой певицей. При этом если к композиции «Ta Fatie» в официальном буклете с лирикой даётся и японский вариант текста, то для «Pitalacta ~Hizuki no Mai~», «Toki ni Umoreta Kotoba», «Arcadia», «Leyre», «Yoiyami no Hana» и «Flask no Umi» такие варианты отсутствуют.

## Дискография
| - 2001 — Midori no Mori de Nemuru Tori (EP) - 2003 — Haikyo to Rakuen - 2005 — Navigatoria - 2006 — Raka - 2009 — Harmonia - 2013 — Turaida - 2015 — Wokashi - 2016 — caTra (EP) - 2018 — Ayashi - 2019 — noAno - 2007 — Istoria: Musa - 2008 — Kara*Cola: Hymmnos Orgel Collection - 2010 — Utau Oka: Ar=ciel Ar=dor - 2011 — Byakumu no Mayu ~Ricordando il Passato~ - 2011 — Istoria ~Kalliope~ - 2012 — Laylania | - 2002 — Petit Fours - 2003 — Horizon Blue - 2003 — Kurenawi - 2004 — Viridian - 2005 — Wisteria - 2007 — Kalliope: Piano Concert - 2007 — Hanakisō Koukyoukyoku - 2009 — Fluff: Orgel Arrange Mini Album (EP) - 2010 — Nijiiro Crayon: Orgel Arrange Mini Album (EP) - 2011 — lirica: Orgel Arrange Mini Album (EP) - 2012 — Istoria ~Kalliope~ Orgel Collection - 2013 — Hagurumakan no Elde - 2018 — Yoimatsuri | - 2003 — Hanakisou SOUNDTRACKS ~director's cut~ - 2004 — Hanakisou SOUNDTRACKS - 2006 — Hanakisou PS2+PD SOUNDTRACKS - 2008 — Umineko no Naku Koro ni (EP) - 2014 — Cross Ange: Tenshi to Ryuu no Rondo Original Soundtrack 1 - 2015 — Cross Ange: Tenshi to Ryuu no Rondo Original Soundtrack 2 - 2015 — Cross Ange: Tenshi to Ryuu no Rondo Original Soundtrack 3 - 2009 — «Katayoku no Tori» - 2010 — «Inori no Kanata» - 2011 — «Utsusemi» - 2015 — «Akatsuki» - 2014 — Shikata Akiko Concert 2013 LAYLANIA ~Shiro to Kuro no Utahime~ |

### Остальные релизы
| №  | Дата выпуска      | Название | Композиции с участием Сикаты | Примечания |
| -- | ----------------- | --- | --- | --- |
| 01 | 2003, 28 декабря  | Hanakisou Extra CD (яп. 花帰葬 Extra CD) | - Image Reading (яп. イメージリーディング, «Образное чтение») - Prologue (яп. プロローグ, «Пролог») - sorriso ~Hohoemi~ (яп. sorriso ～微笑み～, «Улыбка») - le lacrime ~Namida~ (яп. le lacrime ～涙～, «Слёзы») - Yuuen (яп. 悠遠, «Даль») - Luce ~Hikari~ (яп. Luce ～光～, «Свет») - Hakoniwa no Soto de (яп. 箱庭の外で, «За пределами миниатюрного сада») - Mihatenu Itadaki (яп. 見果てぬ頂き, «Бескрайние вершины») | Аранжировка для музыкального шкафа композиций из официального саундтрека к игре Hanakisou. Первый пресс-бонус для компьютерной версии Hanakisou. |
| 02 | 2005, 5 августа   | Navigatoria ~Koukai o Michibiku Hoshi~ Extra CD (яп. Navigatoria ～航海を導く星～ Extra CD)                                                                        | - Navigatoria ~Koukai o Michibiku Hoshi~ (яп. Navigatoria ～航海を導く星～, «Полярная звезда ~Звезда, указывающая путь~») - La Luna (с итал. — «Луна») - Danza, fanciulla gentile (с итал. — «Танцуй, любезная дева») - Sorriso ~Venitelo a vedere 'I mi' piccino~ (итал. «Улыбка ~Приходи повидать его, мой малыш~») - Chi vuol la zingarella (с итал. — «Кто хочет цыганку?») - Roma no Musume (яп. ロマの娘, «Дочери Рима») - Hanakisou ~opening~ (яп. 花帰葬 ～opening～, «Цветы, возвращающиеся домой для похорон ~Открытие~») - Hanakisou ~Kuroto~ (яп. 花帰葬 ～玄冬～, «Цветы, возвращающиеся домой для похорон ~Курото~») - Hanakisou ~Machi no Ibuki~ (яп. 花帰葬 ～街の息吹～, «Цветы, возвращающиеся домой для похорон ~Дыхание города~») - Hanakisou ~le lacrime~ (яп. 花帰葬 ～le lacrime～, «Цветы, возвращающиеся домой для похорон ~Слёзы~») - Hanakisou ~Yuuen~ (яп. 花帰葬 ～悠遠～, «Цветы, возвращающиеся домой для похорон ~Даль~») | Диск шёл в комплекте с официальной программкой к концерту Акико Сикаты Navigatoria и представляет собой сборник аранжировочных композиций для музыкального шкафа. |
| 03 | 2005, 24 августа  | near death experience, SHADOW HEARTS Arrangetracks | - The Wheel Of Fortune — Fortuna (с англ. — «Колесо Фортуны — Судьба») - The 3Karma — Cogito, ergo sum (с лат. — «Мыслю, следовательно, существую») | Сборник аранжировок к игре Shadow Hearts: From the New World. |
| 04 | 2005, 24 августа  | SHADOW HEARTS FROM THE NEW WORLD Original Soundtracks | - From The New World (с англ. — «Из нового мира») - Et Unam -Chant Of ICARO- (с лат. — «И единый -Песнь Икаро-») - Great Ghost Dance (With ICARO) (с англ. — «Большой призрачный танец (с Икаро)») - Thunder Bird (с англ. — «Буревестник») - Oh smania! oh furie! ~ D'Oreste e d'Aiace (итал. «О безумие! О фурии! ~ Орест и Аякс») - Ta Tanka - La Sirene (с фр. — «Сирена») - Tirawa - Lady Tears I - Lady Tears II - Un gemito dell'estinto (с итал. — «Угасший стон») | Официальный альбом саундтреков к игре Shadow Hearts: From the New World. |
| 05 | 2005, 21 декабря  | Ar tonelico: Sekai no Owari de Utai Tsuzukeru Shoujo Original Soundtrack (яп. アルトネリコ 世界の終わりで詩い続ける少女 Original Soundtrack)                       | - Utau Oka (яп. 謳う丘, «Поющий холм») - Atashi no Sekai wa Nozomu ga Manma (яп. あたしの世界は望むがまんま, «Мои стремления — это мой мир») - Tsugau Inochi no Koe AE (яп. つがう命の声 AE, «Голоса связанных жизней AE») - Maikana, Paradox (яп. 迷奏・パラドックス, «Забытое выступление, Парадокс») - Tsugau Inochi no Koe (яп. つがう命の声, «Голоса связанных жизней») - Phantasmagoria (яп. ファンタスマゴリア, «Фантасмагория») | Официальный альбом саундтреков к игре Ar tonelico. |
| 06 | 2006, 25 января   | Hoshiyomi ~Hoshiyomi~ Ar tonelico Hymmnos concert Side Ao (яп. 星詠～ホシヨミ～ Ar tonelico Hymmnos concert Side 蒼)                                               | - Utau Oka -Harmonics EOLIA- (яп. 謳う丘 -Harmonics EOLIA-, «Поющий холм -Harmonics EOLIA-») - EXEC_CHRONICLE_KEY/. - EXEC_PAJA/.#Misya extracting (гим. «EXEC_PAJA/.#Извлечение Миси») - EXEC_HARMONIUS/. - Hoshiyomi ~Hoshiyomi~ (яп. 星詠～ホシヨミ～, «Звёздный певец ~Хосиёми~») | Вокальный альбом к игре Ar tonelico. |
| 07 | 2006, 25 января   | Tsukikanade ~Tsukikanade~ Ar tonelico Hymmnos concert Side Kurenai (яп. 月奏～ツキカナデ～ Ar tonelico Hymmnos concert Side 紅)                                    | - EXEC_PHANTASMAGORIA/. | Вокальный альбом к игре Ar tonelico. |
| 08 | 2006, 22 июля     | SUMMER MIX vol.01 | - Souheki no Mori (яп. 蒼碧の森, «Светло-голубой лес») | Позднее появляется в студийном альбоме RAKA с совершенно другой аранжировкой. |
| 09 | 2006, 1 ноября    | Merry Green Christmas | - AVE MARIA (с лат. — «Радуйся, Мария») | Благотворительный мини-альбом. |
| 10 | 2007, 17 января   | Kalliope ~Piano Concert~ Piano Featuring Arrange Mini Album | - Meimu Instrumental Arrange Ver. (яп. 迷夢 インストゥルメンタル アレンジVer., «Заблуждение — версия в инструментальной аранжировке») - Ame Yadori (яп. 雨やどり, «Укрытие от дождя») - Malinconia (с итал. — «Меланхолия») - Aru Hi, Aru Gogo, Aru Basho de (яп. ある日、ある午後、ある場所で, «В определённый день, после полудня, в определённом месте») - Tsutaeru Kotoba o (яп. 伝える言葉を, «Слова, чтобы выразить») | Первый пресс-бонус для инструментального альбома Kalliope ~Piano Concert~. |
| 11 | 2007, 6 февраля   | Ar tonelico Melody of Elemia Original Soundtrack | - Singing Hill (с англ. — «Поющий холм») - My World is My Wish (с англ. — «Мой мир — моё желание») - Voices of Paired Lives (с англ. — «Голоса связанных жизней») - Tunes of Paradox (с англ. — «Мелодии парадокса») - Phantasmagoria (с англ. — «Фантасмагория») | Переиздание альбома Ar tonelico: Sekai no Owari de Utai Tsuzukeru Shoujo Original Soundtrack для жителей Северной Америки. |
| 12 | 2007, 21 марта    | Dreams | - AVE MARIA (с лат. — «Радуйся, Мария») | Первая часть сборника для релаксации. |
| 13 | 2007, 26 сентября | HATS MUSIC FES'07 | - Luna piena (с итал. — «Полная луна») - AVE MARIA (с лат. — «Радуйся, Мария») | Концертный live-DVD, в записи которого приняли участие музыканты лейбла Hats Unlimited. Продюсер: Таро Хакасэ. |
| 14 | 2007, 10 октября  | Ar tonelico II: Sekai ni Hibiku Shoujo-tachi no Metafalica Original Soundtrack (яп. アルトネリコ２ 世界に響く少女たちの創造詩 Original Soundtrack)                 | - Utau Oka ~Harmonics FRELIA~ (яп. 謳う丘 ～Harmonics FRELIA～, «Поющий холм ~Harmonics FRELIA~») - Koi Moyou ~Haru~ (яп. 恋模様～春～, «Узоры любви ~Весна~») - Mayonaka no Naishobanashi (яп. 真夜中の内緒話, «Тайная встреча в полночь») - Uta Mahou: Crescent Prisma (яп. 詩魔法：クレセントプリズマ, «Песнемагия: Серповидная призма») - Uta Mahou: Infel Phira (яп. 詩魔法：インフェル・ピラ, «Песнемагия: Семя любви») - Uta Mahou: Quasarlical (яп. 詩魔法：クエーサーリカル) - Uta Mahou: Pepen (яп. 詩魔法：ペペン, «Песнемагия: Пэпэн») - Uta Mahou: Sun-Sun Summon (яп. 詩魔法：サンサンサモン) - Uta Mahou: Demongel (яп. 詩魔法：デモンジェル) - Uta Mahou: Invertbrid (яп. 詩魔法：インバートブリッド) - Uta Mahou: Ikusa Megami (яп. 詩魔法：戦女神, «Песнемагия: Богиня войны») - Uta Mahou: Phantasmagoria (яп. 詩魔法：ファンタスマゴリア, «Песнемагия: Фантасмагория») - Akai Tsumeato (яп. 紅い爪痕, «Багровые шрамы») - Zawameku Douki ~Cloche~ (яп. ざわめく動悸～クローシェ～, «Трепещущие сердца ~Клоче~») - Koi Moyou ~Fuyu~ (яп. 恋模様～冬～, «Узоры любви ~Зима~») - EXEC_with.METHOD_METAFALICA/. | Официальный альбом саундтреков к игре Ar tonelico II. |
| 15 | 2007, 24 октября  | Mio ~Mio Ar tonelico II Hymmnos Concert Side Ao (яп. 澪～ミオ Ar tonelico II Hymmnos Concert Side 蒼)                                                              | - Utau Oka ~Harmonics FRELIA~ (яп. 謳う丘 ～Harmonics FRELIA～, «Поющий холм ~Harmonics FRELIA~») - METHOD_IMPLANTA/. - METHOD_METAFALICA/. - METHOD_REPLEKIA/. - EXEC_over.METHOD_SUBLIMATION/.~lamenza (гим. «EXEC_over.METHOD_SUBLIMATION/.~Стенания») - EXEC_over.METHOD_SUBLIMATION/.~ee wassa sos yehar (гим. «EXEC_over.METHOD_SUBLIMATION/.~Великий фестиваль освобождения») - EXEC_over.METHOD_SUBLIMATION/.~omness chs ciel sos infel (гим. «EXEC_over.METHOD_SUBLIMATION/.~Воссоединимся с миром во имя любви») - Mio ~MIO (яп. 澪～MIO, «Водный путь ~Мио») | Вокальный альбом к игре Ar tonelico II. Занимал 29 место в течение 7 недель в еженедельном чарте Oricon. |
| 16 | 2007, 24 октября  | Homura ~Homura Ar tonelico II Hymmnos Concert Side Aka (яп. 焔～ホムラ Ar tonelico II Hymmnos Concert Side 紅)                                                     | - EXEC_with.METHOD_METAFALICA/. - EXEC_HARMONIUS_FYUSION/. | Вокальный альбом к игре Ar tonelico II. |
| 17 | 2007, 31 декабря  | AR TONELICO HYMMNOS CONCERT SIDE Sakura (яп. AR TONELICO HYMMNOS CONCERT SIDE 桜)                                                                                  | - EXEC_PAJA/.#Misya extracting feat Makura Hinakura (яп. EXEC_PAJA/.#Misya extracting feat 雛倉まくら, «EXEC_PAJA/.#Извлечение Миси (в сопровождении Макуры Хинакуры)») | Выпущен специально для ярмарки комиксов «Комикет 73». |
| 18 | 2008, 12 марта    | Dreams II | - Reimei ~Aurora~ (яп. 黎明～Aurora～, «Рассвет ~Утреннее сияние~») | Вторая часть сборника для релаксации. |
| 19 | 2008, 7 мая       | Invitation to FANTASY WORLD | - AVE MARIA (с лат. — «Радуйся, Мария») | Сборник известных фэнтезийных мелодий мира в вокальном сопровождении лучших артистов Японии. |
| 20 | 2008, 8 октября   | Totsukitouka ~Mama Ga Okuru Komori Uta~ (яп. トツキトウカ～ママが贈る子守唄～)                                                                                     | - AVE MARIA (с лат. — «Радуйся, Мария») | Совместный альбом Таро Хакасэ и музыкантов, приглашённых для исполнения популярных мелодий для детей. |
| 21 | 2009, 20 января   | Ar tonelico II: Melody of Metafalica Original Soundtrack | - Hill of Celebration ~Harmonics Frelia~ (англ. «Праздничный холм ~Harmonics Frelia~») - Rustling Throb ~Cloche~ (англ. «Шумный пульс ~Клоче~») - EXEC_with.METHOD_METAFALICA/. | Переиздание альбома Ar tonelico II: Sekai ni Hibiku Shoujo-tachi no Metafalica Original Soundtrack для жителей Северной Америки. |
| 22 | 2009, 21 марта    | The Epic of Zektbach -Ristaccia- Gouka-ban (яп. The Epic of Zektbach -Ristaccia- 豪華版)                                                                           | - Turii ~Panta rhei~ Tuuri to Hoshi no Tami (яп. Turii ～Panta rhei～ トゥーリと星の民, «Турии ~Всё течёт~ Турии и звёздный народ») | Фэнтезийный альбом-сборник композитора Томосукэ Фунаки. |
| 23 | 2009, 28 марта    | Akiko Shikata Concert 2009 ~Harmonia~ Pamphlet CD (яп. 志方あきこ コンサート2009 ～Harmonia～ パンフレットCD)                                                      | - Sora (яп. 空, «Небо») - Uro (яп. 虚, «Пустота») - Kura (яп. 儚, «Быстротечность») | Вторая песня — это утерянная дорожка «EXEC_over.METHOD_SUBLIMATION/. ~prologue» из игры Ar tonelico II. Третья песня является аранжировкой для музыкального шкафа отменённой композиции из Ar tonelico. Диск шёл в комплекте с рекламной брошюрой к концерту Акико Сикаты Harmonia. |
| 24 | 2009, 24 апреля   | beatmania IIDX 16 EMPRESS ORIGINAL SOUNDTRACK | - [ELEMENTAL CHANT] Turii ~Panta rhei~ (от др.-греч. Θούριοι ~πάντα ῥεῖ~, «Турии ~Всё течёт~») / Zektbach | Мультиавторский многожанровый сборник саундтреков из музыкальной видеоигры beatmania IIDX 16: Empress. |
| 25 | 2010, 27 января   | Sakiya Rumei ~SAKIYA=RUMEI Ar tonelico III hymmnos concert side.Blue~ (яп. 咲夜琉命～SAKIYA=RUMEI Ar tonelico III hymmnos concert side.蒼～)                       | - Utau Oka ~Harmonics TILIA~ (яп. 謳う丘 ～Harmonics TILIA～, «Поющий холм ~Harmonics TILIA~») - EXEC_EP=NOVA/. - EXEC_FLIP_ARPHAGE/. - Toki no Suna (яп. トキノスナ, «Пески времени») - Ec Tisia (гим. «Простить всё») | Вокальный альбом к игре Ar tonelico III. |
| 26 | 2010, 27 января   | Ar tonelico III: Sekai Shuuen no Hikigane wa Shoujo no Uta ga Hiku Original Soundtrack (яп. アルトネリコ3 世界終焉の引鉄は少女の詩が弾く)                          | - Utau Oka ~Harmonics TILIA~ (яп. 謳う丘 ～Harmonics TILIA～, «Поющий холм ~Harmonics TILIA~») - Nyamo no Uta (яп. にゃものうた, «Песенка Нямо») - Nijiiro Crayon (яп. 虹色クレヨン, «Радужный карандаш») | Официальный альбом саундтреков к игре Ar tonelico III. |
| 27 | 2010, 24 марта    | beatmania IIDX 17 SIRIUS ORIGINAL SOUNDTRACK | - [ASTRAL CHOIR] Raison d'être ~Kousa Suru Shukumei~ / Zektbach (яп. [ASTRAL CHOIR] Raison d'être ～交差する宿命～ / Zektbach, «[ASTRAL CHOIR] Смысл существования ~Пересечение судеб~ / Zektbach») | Мультиавторский многожанровый сборник саундтреков из музыкальной видеоигры beatmania IIDX 17: Sirius. |
| 28 | 2010, 16 октября  | Akiko Shikata Concert 2010 ~Pantalea~ Pamphlet CD (яп. 志方あきこコンサート2010 ～パンタレア～ パンフレットCD)                                                     | - Shinra (яп. 森羅, «Лесная шёлковая нить») - Pantalea ~Sanyoru Hana Kage~ (яп. Pantalea ～散夜花影～, «Всё течёт ~Рассеянные в ночи тени цветов~») - Shinra ~Yarazu no Ame~ (яп. 森羅～遣らずの雨～, «Лесная шёлковая нить ~Сиюминутный дождь~») - Pantalea ~Sanyoru Hana Kage~ (instrumental) (яп. Pantalea ～散夜花影～ (instrumental), «Всё течёт ~Рассеянные в ночи тени цветов~ (инструм.)») | Диск продавался на концерте Акико Сикаты Pantalea. |
| 29 | 2011, 21 марта    | The Epic of Zektbach -Masinowa- | - Raison d'être ~Kousa Suru Shukumei (яп. Raison d'être ～交差する宿命, «Смысл существования ~Пересечение судеб») - Turii ~Panta rhei~ Touuri to Hoshi no Tami (яп. Turii ～Panta rhei～ トゥーリと星の民, «Турии ~Всё течёт~ Турии и звёздный народ») | Фэнтезийный альбом-сборник композитора Томосукэ Фунаки. |
| 30 | 2011, 23 ноября   | Tales of Symphonia THE ANIMATION Sekai Tougou-hen Dai 1-kan Soundtrack CD (яп. テイルズ オブ シンフォニア THE ANIMATION 世界統合編第1巻 サウンドトラックCD)        | - Ta ga Tame no Sekai (яп. 誰ガ為ノ世界, «Мир ради кого-то») | Первый альбом саундтреков к аниме-адаптации Tales of Symphonia. |
| 31 | 2012, 3 августа   | Drama CD Ciel nosurge Shirenhen Makuai Teroru no Hana no Omoide ~Tochueki nite~ (яп. 音声演劇記憶円盤 シェルノサージュ試練編幕間 テロルの花の思い出～途中駅にて～) | нет данных | Первоначальная эксклюзивная продажа на Gust Gala ~Atelier Series & Ciel nosurge~. |
| 32 | 2012, ноябрь      | LAYLANIA Resident Bulletin | - Hanenaki Hana (яп. 翅亡キ花, «Бескрылые цветы») - Tooki Rakudo (яп. 遠き楽土, «Далёкий рай») | Бонус для членов Laylania Club, который выдавался тем, кто присоединился к клубу до 27 августа 2012 года. |
| 33 | 2013, 6 февраля   | Kurt hymneth ~Kami to Taiwashita Uta~ Ar tonelico hymmnos concert Complete BOX (яп. クルトヒュムネス～神と対話した詩～ Ar tonelico hymmnos concert Complete BOX)   | - песни из 5-ти предыдущих вокальных альбомов Hymmnos к играм серии Ar tonelico - METHOD_ALTERNATION/. | Полный набор содержит шесть вокальных альбомов Hymmnos, перевыпущенных в формате HQCD, 5.1-канальный DVD с 13 внутриигровыми песнями и музыкальным видеоклипом к серии Ar tonelico, OVA-материалы с вокальными темами на CD, предварительную версию саундтреков к игре Ciel nosurge, три новые композиции от Акико Сикаты, Харуки Симоцуки и Норико Митосэ, а также две книги с лирикой, историями и легендами из игровой вселенной. |
| 34 | 2013, 14 февраля  | Ciel nosurge ~Nanatsu no Sora no Ongakudou~ (яп. シェルノサージュ ～七つの時空の音楽堂～)                                                                          | - Uta Naki Oka e (яп. 詩無き丘へ, «На холм без песен») - Ahih rei-yah (кэй. «Соединённые сердца») - Tenchi Houkou (яп. 天地咆吼, «Рёв земли и небес») - QuelI->{ein te hyme}; (REON-4213 «Связанные воедино») - Jogen no Hibiki (яп. 序言ノ響, «Преамбула звука») - Yoiyami no Hana (яп. 宵闇の花, «Сумеречный цветок») - ExecuTron - Manjusara (яп. 万寿沙羅) - Yasuragi no Toki (яп. 安らぎの時, «Мирные времена») - Doukoku (яп. 慟哭, «Плач») - Genometrics - Yume no Sei (яп. 夢の栖, «Обитель снов») - Flask no Umi (яп. フラスコの海, «Бутылочное море») | Распространялся в качестве приложения к игровому журналу Dengeki PlayStation Vol.536. |
| 35 | 2013, 27 февраля  | Ciel nosurge Genometric Concert Vol.1 ~Keihan no Uta~ (яп. Ciel nosurge Genometric Concert Vol.1 ～契絆ノ詩～)                                                     | - Uta Naki Oka e (яп. 詩無き丘へ, «На холм без песен») - Ahih rei-yah (кэй. «Соединённые сердца») - Tenchi Houkou (яп. 天地咆吼, «Рёв земли и небес») - QuelI->{ein te hyme}; (REON-4213 «Связанные воедино») | Первый вокальный мини-альбом композиций из игры Ciel nosurge. |
| 36 | 2013, 27 февраля  | Ciel nosurge Original Soundtrack ~Oto to Sekai no Jushin Kiroku Sec.1~ (яп. シェルノサージュ オリジナルサウンドトラック～音と世界の受信記録 Sec.1～)               | - Jogen no Hibiki (яп. 序言ノ響, «Преамбула звука») - Yoiyami no Hana (яп. 宵闇の花, «Сумеречный цветок») - ExecuTron - Manjusara (яп. 万寿沙羅) - Yasuragi no Toki (яп. 安らぎの時, «Мирные времена») - Doukoku (яп. 慟哭, «Плач») - Genometrics - Yume no Sei (яп. 夢の栖, «Обитель снов») - Flask no Umi (яп. フラスコの海, «Бутылочное море») - Kirame no Sabaku o Tabi Suru Shounen (Bonus Track) (яп. 煌の砂漠を旅する少年（Bonus Track), «Путешествие мальчика по сверкающей пустыне (бонус-трек)») | Первая часть официального альбома саундтреков к игре Ciel nosurge. |
| 37 | 2013, 24 марта    | LAYLANIA Another Storys [moon*birds] | - Segin Ootaka (яп. 背銀大鷹, «Среброспинный ястреб-тетеревятник») - Ginruri Kakesu (яп. 銀瑠璃鵥, «Серебристо-лазурная сойка») - Ginbuchi Gabichou (яп. 銀縁画眉鳥, «Красноухая овсянка с серебряной оправой») - Ginkan Onagadori (яп. 銀冠尾長鳥, «Петух онагадори с серебристым хохолком») - Madaragin Suzume (яп. 斑銀雀, «Полевой воробей с серебряными пятнышками») | Диск содержит 5 инструментальных композиций, объединённых птичьей тематикой. Композитор: Кэн Накагава. Продюсирование и текст к полиграфии: Акико Сиката. |
| 38 | 2013, 23 октября  | Turaida Bonus Disc | - Umineko no Naku Koro ni (яп. うみねこのなく頃に, «Когда плачут чайки») (PCゲーム「うみねこのなく頃に」使用ショートVer.) - Byakumu no Mayu ~Ricordando il passato~ (яп. 白夢の繭～Ricordando il passato～, «Кокон серебристых грёз ~Вспоминая прошлое~») (PCゲーム「うみねこのなく頃に散」EP8使用ショートVer.) - Akakakushi (яп. 朱隠し, «Скрытая краснота») (PCゲーム「あかやあかしやあやかしの」使用ショートVer.) - Hizumi (яп. 歪, «Искажение») (OVA「テイルズ オブ シンフォニア THE ANIMATION 世界統合編」第2巻使用ショートVer.) - Sorezore no Michi e (яп. それぞれの道へ, «По пути каждого») (OVA「テイルズ オブ シンフォニア THE ANIMATION 世界統合編」第3巻使用BGM) - Hikari Furu Basho de ~Promesse~ (яп. 光降る場所で～Promesse～, «Там, где падает свет ~Обещание~») (OVA「テイルズ オブ シンフォニア THE ANIMATION 世界統合編」第3巻使用ショートVer.) - Toumei Nostalgia (яп. 透明ノスタルジア, «Прозрачная ностальгия») (OVA「この男子、宇宙人と戦えます。～僕らのセカイのまもり方～」使用フルVer.) - Tsukimachi Chawa (яп. 月待ち茶話, «Чаепитие под нарастающей луной») (LAYLANIA CLUBお茶会での『月下水夢』デモンストレーションBGM) - Arcadia (от др.-греч. Ἀρκαδία, «Аркадия») (NHK BSプレミアム「幻解！超常ファイル ダークサイド・ミステリー」使用ショートVer.) - Leyre (от др.-сканд. Hleiđr, «Поселение, стан») (NHK BSプレミアム「幻解！超常ファイル ダークサイド・ミステリー」使用ショートVer.) | Бонусный диск к ограниченному изданию альбома Turaida с песнями, которые являются в основном укороченными версиями записанных ранее композиций. |
| 39 | 2013, 29 декабря  | Ar nosurge Genometric Concert Side.Sora (яп. Ar nosurge Genometric Concert Side.宙)                                                                                | - Uta Naki Oka e -Harmonics Pre=Ciel- (яп. 謳無き丘へ-Harmonics Pre=Ciel-, «На холм без песен -Harmonics Pre=Ciel-») | Выпущен вместе с книгой Ar nosurge SEKAILINK visuals. в составе продукта Ar nosurge Genome Trunk -FIRST_CONTACT_KIT- специально для ярмарки комиксов «Комикет 85». В основном содержит ознакомительные сокращённые версии оригинальных мелодий, выпущенных позднее. |
| 40 | 2014, 5 марта     | Ar nosurge Genometric Concert side.Ao ~Tokikagura~ (яп. Ar nosurge Genometric Concert side.蒼 ～刻神楽～)                                                          | - Class::CIEL_NOSURGE; - Class::XIO_PROCEED; - Lxa ti-cia - Ra Ciel Reincarnation (яп. ラシェール・リンカーネイション, «Реинкарнация Ra Ciel») - Kono Sekai no Anata to, Ano Sekai no Anata e (яп. この世界のあなたと、あのセカイのあなたへ, «С тобой в этом мире, к тебе того мира») - Hymmn::CHUMPI; - Hymmn::ARTIFICIAL_FLOWER; - Hymmn::AMENO_MURAKUMONO_MIKUJI; - Hymmn::7TH_APOCALYPSE; | Вокальный альбом к игре Ar nosurge. |
| 41 | 2014, 5 марта     | Ar nosurge ~Umareizuru Hoshi e Inoru Uta~ Original Soundtrack (яп. アルノサージュ ～生まれいずる星へ祈る詩～ オリジナルサウンドトラック)                           | - Uta Naki Oka e -Harmonics Pre=Ciel- (яп. 謳無き丘へ-Harmonics Pre=Ciel-, «На холм без песен -Harmonics Pre=Ciel-») | Официальный альбом саундтреков к игре Ar nosurge. |
| 42 | 2014, 16 марта    | LAYLANIA Special Orgel CD | - Gekkou Teien (яп. 月光庭園, «Сад лунного света») - Gekkou Yobanashi (яп. 月虹夜話, «Вечернее чаепитие под лунной радугой») - Ichiya Souhana (яп. 一夜双華, «Благоухание ночи») | CD-приложение к иллюстрированной книге Laylania ~Kioku no Techou~ (яп. ライラニア～記憶の手帳～), рассказывающей читателю о выходящем на DVD первом записанном концерте певицы. |
| 43 | 2014, 1 октября   | Ciel nosurge Original Soundtrack ~Oto to Sekai no Jushin Kiroku Sec.2~ (яп. シェルノサージュ オリジナルサウンドトラック ～音と世界の受信記録 Sec.2～)              | - Arumetika Koushinkyoku (яп. アルメティカ行進曲, «Марш Аруметики») - Shirozakura no Teien (яп. 白桜の庭園, «Сады белоснежной сакуры») - ImitationRED (с англ. — «Фальшивый красный») - Se Tamashi Hounou-sai (яп. 背魂奉納祭, «Церемония духовного посвящения») - Nyuro Restaurant (яп. にゅろりすとらんど, «Ресторан Нюро») - LastPandemic (с англ. — «Последняя пандемия») - Maboroshi no Sei (яп. 幻の栖, «Обитель иллюзий») - Ri no Sei (яп. 理の栖, «Пристанище причин») - Jogen no Hibiki ~Norito~ (яп. 序言ノ響〜祝詞〜, «Преамбула звука ~Поздравительные слова~») - Fuumon Rekka (яп. 風紋烈火, «Пожар, нарисованный ветрами») - Unmei Dairin (яп. 運命大輪, «Колесо судьбы») - Yuuki-san Chi no Yuubinbako (яп. 結城さんチの郵便箱, «Почтовый ящик госпожи Юки») - Yakusoku ~Yasashii Namida~ (яп. 約束〜優しい涙〜, «Обещание ~Милые слёзы~») - Alien Road (яп. エイリアンロード, «Чуждая дорога») - Jinkaku Houkai Keikaku (яп. 人格崩壊計画, «Программа распада личности») - 0:00:01 - Saigo no Omoi (яп. 最後の想い, «Последние чувства») | Вторая часть официального альбома саундтреков к игре Ciel nosurge. |
| 44 | 2014, 1 октября   | Ciel nosurge Genometric Concert Vol.3 ~Teishi no Uta~ (яп. Ciel nosurge Genometric Concert Vol.3 ～帝賜の詩～)                                                     | - mei-fa-re koo-ja-i; (кэй. «Рядом с маркером местоположения есть жизнь») - Ra Ciel Fuser (яп. ラシェール・フューザー) | Третий вокальный мини-альбом композиций из игры Ciel nosurge. |
| 45 | 2014, 30 декабря  | Sorso | - Sorso (с итал. — «Глоток») - Otoshimono ~Orgel Arrange Ver~ (яп. オトシモノ～Orgel Arrange Ver～, «Поезд-призрак ~аранжировка для муз. шкафа~») | Диск с двумя композициями, который продавался исключительно на ярмарке комиксов «Комикет 87». |
| 46 | 2015, 4 февраля   | NHK Taiga Drama "Hana Moyu" Original Soundtrack Vol.1 (яп. NHK大河ドラマ「花燃ゆ」オリジナル・サウンドトラック Vol.1)                                              | - Hana Moyu Main Theme (яп. 花燃ゆ メインテーマ, «Полыхающий цветок: основная тема») | Официальный альбом саундтреков к телесериалу Hana Moyu. Композитор: Кэндзи Каваи. |
| 47 | 2015, 16 сентября | Wokashi (Animate Gentei-ban) Special Mini CD "Seiran" (яп. をかし[アニメイト限定盤]スペシャルミニCD「青藍」)                                                       | - Seiran (яп. 青藍, «Тёмно-синий цвет») - Okashi ~Instrumental~ (яп. をかし～Instrumental～, «Занятное ~инструм.~») - Hyakkiyakou ~Orgel Arrange ver~ (яп. 百鬼夜行～Orgel Arrange ver～, «Ночной парад сотни демонов ~аранжировка для муз. шкафа~») | Дополнение к ограниченному изданию концепт-альбома Wokashi. |
| 48 | 2016, 10 апреля   | caTra (Animate Limited Edition) Special Mini CD "rosTa" | - Hito Keishiki PF Shisourei β (яп. ヒト型式PF試奏例β) - Eruushia ~Instrumental~ (яп. エルーシア ～Instrumental～, «Освобождение ~инструм.~») - Rasen no Namida ~Piano featuring arrange~ (яп. 螺旋の涙 ～Piano featuring arrange～, «Спиральные слёзы ~аранжировка в сопровождении фортепиано~») - rosTa (яп. ロスタ) | Дополнение к ограниченному изданию мини-альбома caTra. |
| 49 | 2016, 14 августа  | 2016 SUMMER Muryou Haifu CD (яп. 2016 SUMMER 無料配布CD) | - Agashan (яп. アガシャン) - Shisou / Souki / Kidou ~Instrumental~ (яп. 試想/想起/起動 ～Instrumental～, «Воображение / Запоминание / Вызов ~инструм.~») | Диск с двумя композициями, который продавался исключительно на ярмарке комиксов «Комикет 90». |
| 50 | 2016, 30 ноября   | Haitaka no Psychedelica Shudaika & Soundtrack (яп. 灰鷹のサイケデリカ 主題歌&サウンドトラック)                                                                     | - Haizora no Shizuku (яп. 灰空の雫, «Капельки дождя с пепельных небес») - Haizora no Shizuku (instrumental) (яп. 灰空の雫(instrumental), «Капельки дождя с пепельных небес (инструм.)») | Альбом с тематическими песнями и саундтреками к игре Haitaka no Psychedelica для PS Vita. |
| 51 | 2017, 11 августа  | 2017 SUMMER Muryou Haifu CD (яп. 2017 SUMMER 無料配布CD) | - Tenchikaibyaku (Short ver.) ~Jikai Hakkou Yotei CD "Ayashi" Yori Senkou Shichou Kyoku~ (яп. 天地開闢(ショートver)～次回発行予定CD「あやし」より先行試聴曲～) - Kakioroshi Wafuu Orugouru Kyoku (яп. 書下ろし和風オルゴール曲) | Диск с двумя композициями, который продавался исключительно на ярмарке комиксов «Комикет 92». |
| 52 | 2017, 27 декабря  | Touken Ranbu -ONLINE- Kinjikyoku Shuu Vol.1 (яп. 刀剣乱舞-ONLINE-近侍曲集 其ノ一)                                                                                  | - Kashuu Kiyomitsu (яп. 加州清光) - Kasen Kanesada (яп. 歌仙兼定) - Mutsunokami Yoshiyuki (яп. 陸奥守吉行) - Yamanbagiri Kunihiro (яп. 山姥切国広) - Hachisuka Kotetsu (яп. 蜂須賀虎徹) - Heshikiri Hasebe (яп. へし切長谷部) - Ookurikara (яп. 大倶利伽羅) - Mikazuki Munechika (яп. 三日月宗近) - Kogitsunemaru (яп. 小狐丸) - Ichigo Hitofuri (яп. 一期一振) - Uguisumaru (яп. 鶯丸) - Shokudaikiri Mitsutada (яп. 燭台切光忠) | Официальный альбом первой части саундтреков к игре Touken Ranbu. |
| 53 | 2017, 29 декабря  | Kazashigusa (яп. かざしぐさ, «Откровенность») | - Yume Kagura ~Orgel Arrange~ (яп. 夢神楽～Orgel Arrange～, «Кагура мечты ~аранжировка для муз. шкафа~») - Kassai (яп. 喝采, «Ликование») - Kazashigusa (яп. かざしぐさ, «Откровенность») | Диск с инструментальными композициями для музыкального шкафа, представленный на ярмарке комиксов «Комикет 93» и предваряющий выход второго концепт-альбома песен в японском стиле Ayashi (яп. あやし). |
| 54 | 2018, 22 февраля  | Ayashi (Animate Gentei-ban Tokuten): Special Mini CD "Yume no Ato" (яп. あやし アニメイト限定版特典：スペシャルミニCD 「ゆめのあと」)                              | - Yomosugara Teiryuujo ~Instrumental~ (яп. ヨモスガラ停留所～Instrumental～, «Всеночная автобусная остановка ~инструм.~») - Yume no Ato ~Instrumental~ (яп. ゆめのあと～Instrumental～, «Следы мечты ~инструм.~») - Haru no Katami (яп. 春のかたみ, «Память весны») | Дополнение к ограниченному изданию концепт-альбома Ayashi. |